# Klemens Wenzel Lothar Metternich
Knez Klemens Wenzel Lothar von Metternich (Koblenz, 15. svibnja 1773. – Beč, 11. lipnja 1859.), austrijski političar i državnik.
Nakon što je bio austrijski izaslanik u Dresdenu, Berlinu i Parizu, 1809. je imenovan ministrom vanjskih poslova, pa je gotovo 40 godina bio stvarni upravitelj Austrije. Izgradio po zlu znan Metternichov sustav, policijsko - apsolutistički režim koji je gušio svaki nacionalni i slobodarski pokret. 
Bio je vješt i beskrupulozan diplomat. Odvojio je Napoleona od Rusije i omogućio mu da se oženi Marijom Lujzom, kćeri austrijskog cara. Samo je fiktivno sudjelovao u Napoleonovu ratu protiv Rusije, a zatim je pristupio Chaumontskom ugovoru protiv oslabljenog Napoleona. 
Na Bečkom kongresu bio je središnja osoba i inicijator sustava ravnoteže velikih sila. Uz ruskog cara Aleksandra I. je glavni osnivač Svete alijanse, kojoj je glavna zadaća bila održavanje reda i mira u Europi. Postavši 1821. dvorskim i državnim kancelarom, doseže vrhunac svoje moći. Za svoga vladanja uveo je u austro-ugarskim zemljama sustav policijske cenzure i ugnjetavanja. Tek ga je bečka revolucija, 13. ožujka 1848., prisilila na ostavku i bijeg u emigraciju. Kada se reakcija ponovno učvrstila, Metternich se 1851. vratio u Austriju, ali je izgubio svoj nekadašnji utjecaj. 

## Vanjske poveznice
1. Metternich o cenzuri
2. Fürst von Metternich poznato vino
3. Castle Kynžvart (Königswart) Zapadna Bohemia - Metternichova rezidencija